# جوناثان فيلانويفا
جوناثان فيلانويفا (بالإنجليزية: Jonathan Villanueva)‏ هو لاعب كرة قدم أمريكي في مركز الوسط، ولد في 30 مارس 1988 في دالاس في الولايات المتحدة. لعب مع ريتشموند كيكرز.

## وصلات خارجية
- جوناثان فيلانويفا على موقع قاعدة بيانات كرة القدم.إي يو (الإنجليزية)